# Kraśnicza Wola
Kraśnicza Wola – wieś sołecka w Polsce położona w województwie mazowieckim, w powiecie grodziskim, w gminie Grodzisk Mazowiecki.

## Historia
W latach 1975–1998 miejscowość administracyjnie należała do województwa warszawskiego.
Okolica obfituje w liczne stawy, które powstały po wyrobiskach gliny. Mają one wysoką wartość, jako ostoja rzadkich gatunków flory i fauny. We wsi park z dobrze zachowanym starodrzewem.
W latach 1996–1998 na zlecenie wojewódzkiego Konserwatora Zabytków archeolodzy przeprowadzili prace badawcze przed planowaną w tym miejscu budową składowiska odpadów. Ostatecznie badania archeologiczne doprowadziły do udokumentowania kilku tysięcy obiektów archeologicznych z różnych okresów chronologicznych – od epoki brązu po wczesne średniowiecze. Do najcenniejszych należą paleniska kamienne związane z działalnością kowalską, datowane wstępnie na okres wpływów rzymskich.
W ostatnich latach postępuje szybki rozwój wsi, która jest atrakcyjnym terenem pod budownictwo jednorodzinne. Znana jest z produkcji ziół w funkcjonującym tu gospodarstwie zielarskim Swedeponic. 

## Obiekty historyczne
- stanowisko archeologiczne, kurhan z późnego okresu rzymskiego (III-IV w.) o wys. ok. 0,9 m i kolistej podstawie o średnicy ok. 30 m z charakterystycznym zaklęśnięciem pośrodku.
- ruina dworu z końca XVIII. Część murowana dobudowana została pod koniec XIX w 1820 r. Majątek należał do Marianny i Ludwika książąt Radziwiłłów. Książę Ludwik Radziwiłł był ordynatem kieckim. Ruiny otacza park z czasów budowy dworu, w nim szpaler grabowy i zegar słoneczny z 1792 r. (obecnie tj. czerwiec 2008 r. - w parku boisko piłkarskie, brak zegara)